# جی-استار را
جی-استار را (انگلیسی: G-Star Raw) شرکت خرده‌فروشی هلندی است، که در سال ۱۹۸۹ تأسیس شد.